# 瑟勒巴赫河
47°55′26″N 12°26′47″E / 47.92384°N 12.44642°E

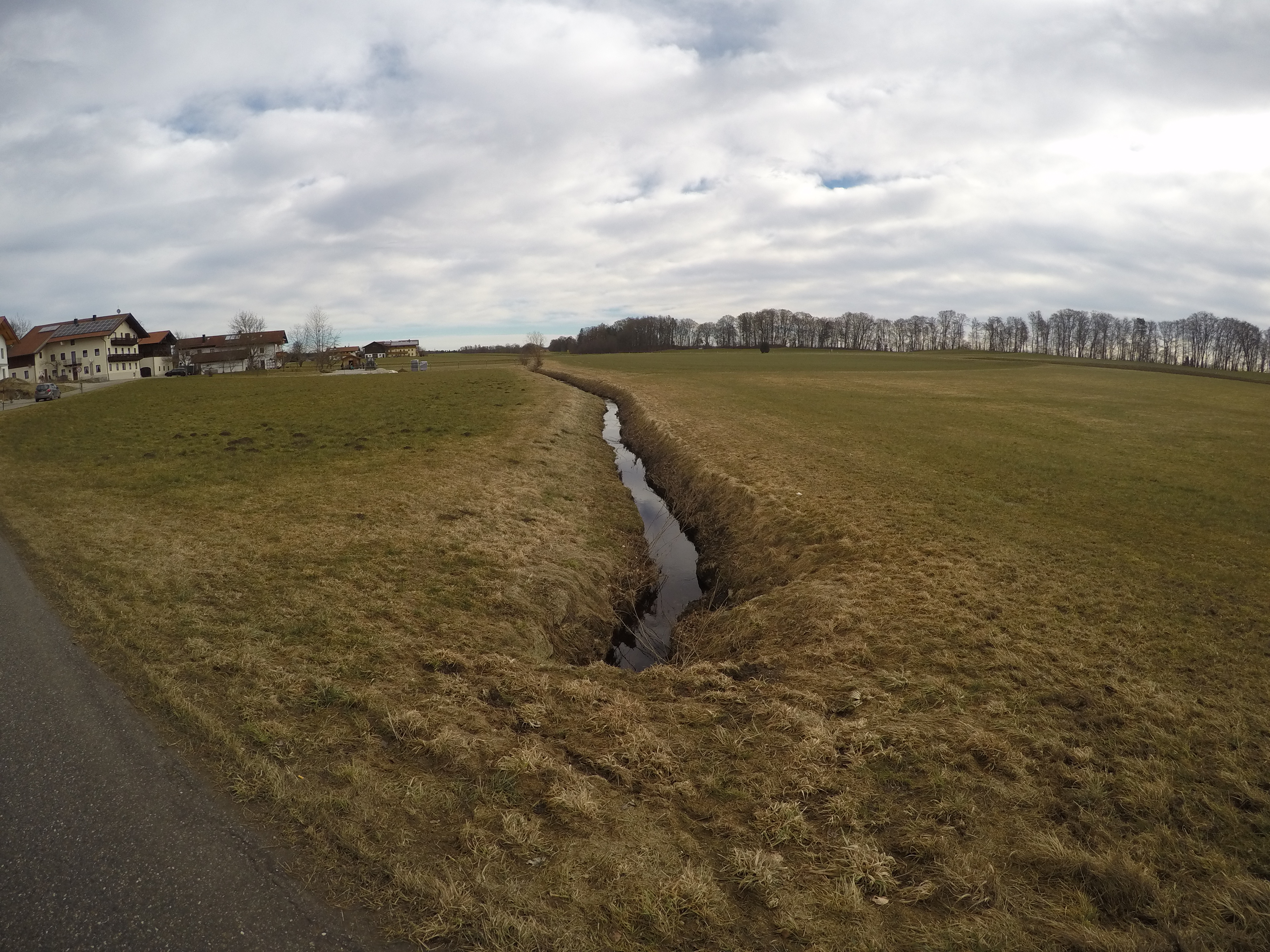

瑟勒巴赫河是德國的河流，位於該國東南部，由巴伐利亞負責管轄，屬於阿爾茨河的支流，河道全長2.7公里，發源自格倫德洛瑟湖。